# Пауль Шиллер (футболіст)
Пауль Шиллер (рум. Paul Schiller, угор. Pál Schiller) — румунський футболіст, нападник.

## Біографія
З 1921 року грав за клуб «Кінезул» (Тімішоара), з яким чотири рази ставав чемпіоном Румунії.
Пауль Шиллер зіграв у першому офіційному матчі національної збірної Румунії на Кубку короля Олександра 8 червня 1922 року проти Югославії. Він також зіграв у товариському матчі проти Чехословаччини, який закінчився поразкою 1:4.
| Міжнародні виступи | Міжнародні виступи | Міжнародні виступи    | Міжнародні виступи | Міжнародні виступи | Міжнародні виступи      | Міжнародні виступи |
| #                  | Дата               | Місце проведення      | Суперник           | Рахунок            | Турнір                  |                    |
| ------------------ | ------------------ | --------------------- | ------------------ | ------------------ | ----------------------- | ------------------ |
| 1.                 | 8 червня 1922      | Белград, Югославія    | Югославія          | 2–1                | Кубок короля Олександра |                    |
| 2.                 | 31 серпня 1924     | Прага, Чехословаччина | Чехословаччина     | 1–4                | Товариський матч        |                    |

## Досягнення
- Чемпіон Румунії: 1921–22, 1922–23, 1923–24, 1924–25